# Coleophora autumnella
Coleophora autumnella é uma espécie de mariposa do gênero Coleophora pertencente à família Coleophoridae.